# Torre (Esterri de Cardós)
La Torre és una obra d'Esterri de Cardós (Pallars Sobirà) inclosa a l'Inventari del Patrimoni Arquitectònic de Catalunya.

## Descripció
De planta baix ai quatre pisos, coberta per un llosat a dues vessants, actualment format d'una casa. La façana assolellada amb vistes a la plaça, és arrebossada i s'hi han practicat diverses obertures. A la planta baixa sols un diminuta finestra, una finestra al primer pis, un balcó al segon, una finestra la tercer, sobre la qual es troba el colomar. L'aparell és irregular.